# August Haupt
August Haupt   (Kuniów, 28 d'agost de 1810 - Berlín, 4 de juliol de 1891) va ser un organista alemany, professor d'orgue i compositor.
Entre 1827 i 1830, Haupt va ser ensenyat musicalment a Berlín per A. W. Bach, B. Klein i S. W. Dehn i també va treballar com a organista en diverses esglésies i l' Església Parroquial de Berlín. Va guanyar la fama d'un organista destacat i, el 1869, es va convertir en el successor d'August Wilhelm Bach com a director del "Royal Institute for Church Music" de Berlín, on va ensenyar teoria i orgue.
Les composicions de Haupt inclouen l'escola d'orgue, el llibre coral d'orgue i moltes cançons. Tanmateix, des de les seves composicions per a orgue, només es conserva la Gran fuga en C major i dos arranjaments corals. També va publicar obres per a orgue del seu difunt amic Carl Ludwig Thiele.
Els seus estudiants van incloure entre d'altres molts:
- Wilhelm Middelschulte,
- John Knowles Payne,
- Otto Dienel,
- Edward Fisher,
- James Hotchkiss Rogers,
- Whitney Eugene Thayer,
- Samuel Prowse Warren
- i Arnold Mendelssohn.